# 索尔特
索尔特，是西班牙加泰罗尼亚莱里达省的一个市镇。 总面积105平方公里，总人口1851人（2001年），人口密度18人/平方公里。